# Dasiops gracilis
Dasiops gracilis är en tvåvingeart som beskrevs av Allen L.Norrbom och Mcalpine 1997. Dasiops gracilis ingår i släktet Dasiops och familjen stjärtflugor.
Artens utbredningsområde är Colombia. Inga underarter finns listade i Catalogue of Life.